# يوزباشلو (قشلاق أهر)
يوزباشلو (بالفارسية: یوزباشلو) هي منطقة سكنية تقع في إيران في قسم قشلاق الریفي. يقدر عدد سكانها بـ 19 نسمة .